# Астероїди!
«Астероїди!» (англ. Asteroids!) — американський короткометражний анімаційний фільм Еріка Дарнелла, продовження історії "Вторгнення!", переможця нагород від Tribeca до Cannes.

## Сюжет
Бот-помічник пари примхливих прибульців Мака і Чеза, в компанії з іншим роботом, Горохом, чекає на можливість довести, що пройде небезпечну місію у далекому космосі. Нарешті, шанс випадає, коли космічний корабель опиняється під загрозою атаки космічних жуків-зубастиків і астероїдів. Тепер небезпека чатує на всіх членів космічного корабля і місія бота-помічника - врятувати всіх!